# 施州
施州，中国古代的州。
北周建德三年（574年）置施州，治沙渠县（隋改清江县，今湖北恩施市）。唐朝辖区约今湖北省建始、五峰等县以西地。下辖清江县、建始县、开夷县（664年废除）。天宝、至德年间施州一度改为清江郡。赵宋时属夔州路。明太祖洪武初废。洪武十四年（1381年）复置施州，属施州卫。二十三年废入施州卫。清世宗雍正六年（1728年）改施州卫置恩施县。
唐朝施州刺史
- 欧阳胤（贞观年间）
- 柳然明（贞观年间）
- 刘德智（唐高宗时）
- 辛崇阶（唐高宗时）
- 李孝逸（686年）
- 独孤庄（武周时）
- 裴冕（762年）
- 李讽（广德年间）
- 裴某（大历初年）
- 陈皆（贞元年间）
- 南承嗣（贞元年间）
- 赵邕（贞元末年）
- 房武（805年）
- 蒋郕（812年）
- 万汾（851年）
- 娄传会（876年）
- 刘某